# Диаризация
Диаризация (или разделение дикторов) — процесс разделения входящего аудиопотока на однородные сегменты в соответствии с принадлежностью аудиопотока тому или иному говорящему. Диаризация повышает качество текстов при автоматическом транскрибировании, а также может использоваться совместно с системой распознавания речи, значительно её улучшая. Диаризация используется для ответа на вопрос «Кто сейчас говорит?». Диаризация является сочетанием методов сегментации и кластеризации дикторов. Первый направлен на поиск точек смены диктора, второй — на группирование выделенных в речи диктора речевых сегментов.
Одним из популярных методов при диаризации является использование алгоритмов на основе гауссовых смесей для моделирования каждого из говорящих и закрепление выделенных фрагментов за каждым из дикторов с помощью скрытой марковской модели.

## Программное обеспечение
Программные средства для диаризации включают в себя:
- ALIZE[3]
- LIUM_SpkDiarization[4]
- Audioseg — сегментация и классификация аудиопотоков[5]
- SHoUT[6]
- pyAudioAnalysis